# Lijst van shorttrackrecords 1000 meter vrouwen
Dit is een overzicht van de schaatsrecords op de 1000 meter vrouwen bij het shorttrack.

## Ontwikkelingwereldrecord1000 meter shorttrack
| Nr | Naam              | Land       | Tijd     | Plaats              | Datum      |
| -- | ----------------- | ---------- | -------- | ------------------- | ---------- |
| 1  | Miyoshi Kato      | Japan      | 1.46,29  | Den Haag            | 29-03-1981 |
| 2  | Maryse Perreault  | Canada     | 1.44,68  | Moncton             | 03-04-1982 |
| 3  | Sylvie Daigle     | Canada     | 1.43,66  | Tokio               | 10-04-1983 |
| 4  | Hiromi Takeuchi   | Japan      | 1.43,58  | Amsterdam           | 17-03-1985 |
| 5  | Nathalie Lambert  | Canada     | 1.43,58  | Amsterdam           | 17-03-1985 |
| 6  | Maryse Perreault  | Canada     | 1.41,80  | Chamonix-Mont-Blanc | 06-04-1986 |
| 7  | Monique Velzeboer | Nederland  | 1.39,24  | Boedapest           | 16-01-1988 |
| 8  | Li Yan            | China      | 1.39,00  | Calgary             | 25-02-1988 |
| 9  | Kim Yan-hee       | Zuid-Korea | 1.38,93  | Albertville         | 17-11-1991 |
| 10 | Chun Lee-kyung    | Zuid-Korea | 1.37,19  | Peking              | 26-03-1993 |
| 11 | Nathalie Lambert  | Canada     | 1.34,07  | Hamar               | 07-11-1993 |
| 12 | Chun Lee-kyung    | Zuid-Korea | 1.32,340 | Lake Placid         | 18-10-1996 |
| 13 | Yang Yang (A)     | China      | 1.31,991 | Nagano              | 21-02-1998 |
| 14 | Yang Yang (A)     | China      | 1.31,871 | Calgary             | 20-10-2001 |
| 15 | Yang Yang (A)     | China      | 1.31,191 | Calgary             | 03-02-2002 |
| 16 | Byun Chun-sa      | Zuid-Korea | 1.30,483 | Boedapest           | 12-01-2003 |
| 17 | Wang Meng         | China      | 1.30,172 | Hangzhou            | 02-10-2005 |
| 18 | Jin Sun-yu        | Zuid-Korea | 1.30,037 | Bormio              | 13-11-2005 |
| 19 | Wang Meng         | China      | 1.29,495 | Harbin              | 15-03-2008 |
| 20 | Zhou Yang         | China      | 1.29,049 | Vancouver           | 26-02-2010 |
| 21 | Valerie Maltais   | Canada     | 1.27,049 | Calgary             | 19-10-2012 |
| 22 | Shim Suk-hee      | Zuid-Korea | 1.26,661 | Calgary             | 21-10-2012 |
| 23 | Suzanne Schulting | Nederland  | 1.26,514 | Peking              | 11-02-2022 |